# Білько Віталій Олексійович
Віта́лій Олексі́йович Білько́ — сержант Збройних сил України.

## Короткий життєпис
Закінчив ЗОШ в селі Вишневе Пирятинського району. У Кременчуці здобув професію газоелектрозварювальника. Проходив строкову службу у лавах ЗСУ. Працював у ПРАТ «Пирятинський сирзавод».
Мобілізований на початку вересня 2014-го, заступник командира бойової машини, 30-а окрема механізована бригада.
3 червня 2015-го загинув у бою поблизу смт Луганське під час артилерійського обстрілу. Російські бойовики атакували роту Віталія, котра рухалася для посилення позицій українських військ, що стримували наступ на Бахмут.
Похований в селі Прихідьки 6 червня 2015-го, в Пирятинському районі оголошено жалобу. Без Віталія залишилися батько, родина.

### Нагороди та вшанування
За особисту мужність і героїзм, виявлені у захисті державного суверенітету та територіальної цілісності України, вірність військовій присязі під час російсько-української війни, відзначений — нагороджений
- 13 серпня 2015 року — орденом «За мужність» III ступеня.
- на початку вересня у Вишневому, де навчався Віталій, встановлено меморіальну дошку його честі.